# Argens-Minervois

Argens-Minervois este o comună în departamentul Aude din sudul Franței. În 1 ianuarie 2022 avea o populație de 375 de locuitori.